# Papilloma luteum
Papilloma luteum är en stekelart som beskrevs av Wang 1989. Papilloma luteum ingår i släktet Papilloma och familjen bracksteklar. Inga underarter finns listade i Catalogue of Life.